# Élections communales à Ganshoren
Les élections communales à Ganshoren se déroulent, comme partout en Belgique, en octobre tous les six ans ; date à laquelle les citoyens-électeurs élisent leurs conseillers communaux au suffrage universel direct. Le vote est obligatoire.
Dans la Région Bruxelloise, dont fait partie Ganshoren, les conseillers communaux sont élus directement par les citoyens.
Le conseil et le collège sont élus pour une période de six ans.

## Résultats des élections par année

### 2006
| Conseil communal de Ganshoren, lors des élections communales de 2006. | Conseil communal de Ganshoren, lors des élections communales de 2006. | Conseil communal de Ganshoren, lors des élections communales de 2006. | Conseil communal de Ganshoren, lors des élections communales de 2006. | Conseil communal de Ganshoren, lors des élections communales de 2006. | Conseil communal de Ganshoren, lors des élections communales de 2006. | Conseil communal de Ganshoren, lors des élections communales de 2006. |
| Parti                                                                 | Parti                                                                 | Voix                                                                  | Voix                                                                  | Sièges                                                                | Sièges                                                                | Collège                                                               |
| Parti                                                                 | Parti                                                                 | %                                                                     | +/-                                                                   | Sièges                                                                | +/-                                                                   | Collège                                                               |
| --------------------------------------------------------------------- | --------------------------------------------------------------------- | --------------------------------------------------------------------- | --------------------------------------------------------------------- | --------------------------------------------------------------------- | --------------------------------------------------------------------- | --------------------------------------------------------------------- |
|                                                                       | Liste du Bourgmestre                                                  | 41,85                                                                 | Nv                                                                    | 13 / 27                                                               | Nv                                                                    | 13                                                                    |
|                                                                       | MR                                                                    | 25,25                                                                 | Nv                                                                    | 8 / 27                                                                | Nv                                                                    | 8                                                                     |
|                                                                       | cdH                                                                   | 12,96                                                                 | Nv                                                                    | 3 / 27                                                                | Nv                                                                    | 3                                                                     |
|                                                                       | ECOLO                                                                 | 10,41                                                                 | 4,7%                                                                  | 2 / 27                                                                | 1                                                                     | 2                                                                     |
|                                                                       | Vlaams Belang                                                         | 8,41                                                                  | Nv                                                                    | 1 / 27                                                                | Nv                                                                    | 1                                                                     |
| Total                                                                 | Total                                                                 | 100                                                                   | 100                                                                   | 27                                                                    | 27                                                                    |                                                                       |

### 2012
| Conseil communal de Ganshoren, lors des élections communales de 2012. | Conseil communal de Ganshoren, lors des élections communales de 2012. | Conseil communal de Ganshoren, lors des élections communales de 2012. | Conseil communal de Ganshoren, lors des élections communales de 2012. | Conseil communal de Ganshoren, lors des élections communales de 2012. | Conseil communal de Ganshoren, lors des élections communales de 2012. | Conseil communal de Ganshoren, lors des élections communales de 2012. |
| Parti                                                                 | Parti                                                                 | Voix                                                                  | Voix                                                                  | Sièges                                                                | Sièges                                                                | Collège                                                               |
| Parti                                                                 | Parti                                                                 | %                                                                     | +/-                                                                   | Sièges                                                                | +/-                                                                   | Collège                                                               |
| --------------------------------------------------------------------- | --------------------------------------------------------------------- | --------------------------------------------------------------------- | --------------------------------------------------------------------- | --------------------------------------------------------------------- | --------------------------------------------------------------------- | --------------------------------------------------------------------- |
|                                                                       | Liste du Bourgmestre                                                  | 35,98                                                                 | 5,87                                                                  | 11 / 27                                                               | 2                                                                     | Oui                                                                   |
|                                                                       | Pro Ganshoren                                                         | 22,57                                                                 | 9,61                                                                  | 7 / 27                                                                | 4                                                                     | Non                                                                   |
|                                                                       | MR                                                                    | 20,43                                                                 | 4,82                                                                  | 6 / 27                                                                | 2                                                                     | Oui                                                                   |
|                                                                       | Ecolo-Groen                                                           | 9,13                                                                  | 1,28                                                                  | 2 / 27                                                                | 0                                                                     | Non                                                                   |
|                                                                       | Défi                                                                  | 6,96                                                                  | Nv                                                                    | 1 / 27                                                                | Nv                                                                    | Non                                                                   |
| Total                                                                 | Total                                                                 | 100                                                                   | 100                                                                   | 27                                                                    | 27                                                                    | 17                                                                    |

### 2018
Les mêmes partis se présentent, mais on constate deux changements de nom :
- L'ancienne Liste du Bourgmestre devient Ensemble-Samen,
- L'ancien MR devient la nouvelle Liste du Bourgmestre.
Il convient donc de ne pas mélanger les deux.
| Conseil communal de Ganshoren à la suite des élections communales de 2018. | Conseil communal de Ganshoren à la suite des élections communales de 2018. | Conseil communal de Ganshoren à la suite des élections communales de 2018. | Conseil communal de Ganshoren à la suite des élections communales de 2018. | Conseil communal de Ganshoren à la suite des élections communales de 2018. | Conseil communal de Ganshoren à la suite des élections communales de 2018. | Conseil communal de Ganshoren à la suite des élections communales de 2018. |
| Parti                                                                      | Parti                                                                      | Voix                                                                       | Voix                                                                       | Sièges                                                                     | Sièges                                                                     | Collège                                                                    |
| Parti                                                                      | Parti                                                                      | %                                                                          | +/-                                                                        | Sièges                                                                     | +/-                                                                        | Collège                                                                    |
| -------------------------------------------------------------------------- | -------------------------------------------------------------------------- | -------------------------------------------------------------------------- | -------------------------------------------------------------------------- | -------------------------------------------------------------------------- | -------------------------------------------------------------------------- | -------------------------------------------------------------------------- |
|                                                                            | Pro Ganshoren                                                              | 28,34                                                                      | 5,77                                                                       | 9 / 27                                                                     | 2                                                                          | Oui                                                                        |
|                                                                            | Ensemble-Samen                                                             | 21,31                                                                      | 14,67                                                                      | 6 / 27                                                                     | 5                                                                          | Non                                                                        |
|                                                                            | Liste Bourgmestre                                                          | 18,09                                                                      | 2,34                                                                       | 5 / 27                                                                     | 1                                                                          | Oui                                                                        |
|                                                                            | Ecolo-Groen                                                                | 16,45                                                                      | 7,32                                                                       | 4 / 27                                                                     | 2                                                                          | Non                                                                        |
|                                                                            | Défi                                                                       | 9,14                                                                       | 2,18                                                                       | 2 / 27                                                                     | 1                                                                          | Oui                                                                        |
|                                                                            | NVA                                                                        | 6,66                                                                       | 1,72                                                                       | 1 / 27                                                                     | 1                                                                          | Non                                                                        |
| Total                                                                      | Total                                                                      | 100                                                                        | 100                                                                        | 27                                                                         | 27                                                                         | 16                                                                         |